# Francesca Palumbo
Francesca Palumbo, född 10 februari 1992 i Potenza, är en italiensk fäktare som vid OS 2020 och OS 2024 ingick i det italienska laget som tog brons respektive silver i florett.